# Arkeologiska parken Principia
Arkeologiska parken Principia (kroatiska: Arheološki park Principij), eller Arkeologiska parken (Arheološki park), är ett arkeologiskt friluftsmuseum och arkeologisk utgrävningsplats i Rijeka i Kroatien. Det invigdes som friluftsmuseum år 2014 och är beläget vid Julije Klovićs torg (Trg Julija Klovića) strax norr om Ivan Koblers torg i Gamla stan. Det arkeologiska friluftsmuseet är ett av stadens sevärdheter.

## Beskrivning
Gamla stan i Rijeka vilar på den forntida romerska bosättningen Tarsatica som med tiden fick en viktig strategisk betydelse som ett romerskt militärkomplex (castrum). År 2007 inleddes arkeologiska utgrävningar vid Julije Klovićs torg i Gamla stan. Vid dessa utgrävningar påträffades delar av det forna militärkomplexets centrala huvudbyggnad (principia). Tarsaticas principia uppfördes under Gallienus regeringstid, troligtvis någon gång mellan åren 253–268, och förstördes på 400-talet. Vidare utgrävningar blottade relativt välbevarade delar av den forna principian, bland annat resterna efter byggnadens centrala stenlagda  gård, delar av den laterala gården, fyra sidorum, två trappor och fasaden efter en central byggnad (troligtvis en basilika). Det arkeologiska utgrävningsområdet blev en viktig pusselbit i Rijekas äldre historia och gav även kunskap om karaktären och utseendet hos denna typ av byggnader.
Sedan utgrävningarna slutförts initierades år 2008 en arkitekturtävling med syfte att skapa ett arkeologiskt friluftsmuseum där delar av den forna principian på bästa vis kunde presenteras för allmänheten. I februari 2014 invigdes den arkeologiska parken där besökare via trappor, balkonger och gångar kan ta del av Tarsaticas principia.              